# Vivent les femmes
Vivent les femmes (titre original : Leve de vrouwtjes!) est un film belge réalisé par Gaston Schoukens, sorti en 1947.

## Fiche technique
- Titre original : Leve de vrouwtjes!
- Titre français : Vivent les femmes
- Réalisation : Gaston Schoukens
- Pays d'origine :  Belgique
- Format : Noir et blanc  - Mono
- Dates de sortie :  
  - Belgique : 1947

## Distribution
- Betty Andrée
- Jan Clerckx
- Jaak De Voght
- Esther Deltenre
- Karel Immers
- Frits Vaerewijck
- Emmy Van Es
- Jeanne Winterberg